# Michael Cuddyer
Michael Brent Cuddyer (Norfolk, Virginia, 27 de marzo de 1979), más conocido como Michael Cuddyer, es un exjugador profesional estadounidense de béisbol que se desempeñó en la posición de jardinero derecho en las Grandes Ligas de Béisbol (MLB). Logró obtener un Bate de Plata.

## Carrera
Cuddyer jugó como profesional once temporadas en Minnesota Twins (2001-2011), después pasó a Colorado Rockies (2012-2014), luego a New York Mets, donde jugó una temporada (2015), y fue el equipo en el que se retiró.

## Premios
Fue galardonado con el Bate de Plata en una oportunidad (2013).